# IC 5116
IC 5116 est une très vaste galaxie spirale barrée barrée située dans la constellation de l'Indien. Sa vitesse par rapport au fond diffus cosmologique est de 3 734 ± 28 km/s, ce qui correspond à une distance de Hubble de 55,1 ± 3,9 Mpc (∼180 millions d'al). Cette galaxie a été découverte par l'astronome américain DeLisle Stewart en 1900.
En raison d'une brillance de surface égale à 14,11 mag/am2, on peut qualifier IC 5116 de galaxie à faible brillance de surface ((HSB en anglais pour high surface brightness)). Les galaxies LSB sont des galaxies diffuses (D) avec une brillance de surface inférieure de moins d'une magnitude à celle du ciel nocturne ambiant.
Selon la base de données Simbad, IC 5116 est une candidate au titre de galaxie à noyau actif.

## Groupe de NGC 7123
Selon A. M. Garcia, IC 5116 est fait partie du groupe de NGC 7123. Ce groupe de galaxies renferme au moins quatre membres. Les trois autres galaxies du groupe sont NGC 7123, IC 5106 et ESO 75-28.